# Championnat de Slovaquie de hockey sur glace 1993-1994
Saison suivante
La saison 1993-1994 est la première saison des championnats de hockey sur glace de Slovaquie : l’Extraliga, la première division, la 1. liga, second échelon et des autres divisions inférieures.

## Saison régulière

### Classement
| Clt   | Équipe                  | PJ | V  | D  | N  | BP  | BC  | Diff | Pts |
| ----- | ----------------------- | -- | -- | -- | -- | --- | --- | ---- | --- |
| +001, | Dukla Trenčín           | 36 | 25 | 7  | 4  | 151 | 88  | +63  | 54  |
| +002, | HC Košice               | 36 | 22 | 7  | 7  | 164 | 93  | +71  | 51  |
| +003, | Slovan Bratislava       | 36 | 21 | 9  | 6  | 124 | 93  | +31  | 48  |
| +004, | Martimex ZŤS Martin     | 36 | 14 | 12 | 10 | 106 | 100 | +6   | 38  |
| +005, | HK Nitra                | 36 | 16 | 14 | 6  | 108 | 102 | +6   | 38  |
| +006, | HK ŠKP Poprad           | 36 | 15 | 17 | 4  | 106 | 111 | -5   | 34  |
| +007, | HK Spišská Nová Ves     | 36 | 11 | 17 | 8  | 94  | 122 | -28  | 30  |
| +008, | ZPA Prešov              | 36 | 11 | 19 | 6  | 96  | 131 | -35  | 28  |
| +009, | HK 32 Liptovský Mikuláš | 36 | 11 | 20 | 5  | 109 | 133 | -24  | 27  |
| +010, | ZTK Zvolen              | 36 | 4  | 28 | 4  | 91  | 176 | -85  | 12  |

- Qualifié pour les séries
- Relégué en 1. liga

### Meilleurs pointeurs
| Joueur | Équipe                | PJ                   | B  | A  | Pts | Pun |
| ------ | --------------------- | -------------------- | -- | -- | --- | --- |
| 1      | Miroslav Šatan        | Dukla Trenčín        | 39 | 42 | 22  | 64  |
| 2      | Roman Kontšek         | Dukla Trenčín        | 38 | 28 | 31  | 59  |
| 3      | Peter Veselovský (en) | HC Košice            | 44 | 17 | 28  | 45  |
| 4      | Vlastimil Plavucha    | HC Košice            | 45 | 30 | 14  | 44  |
| 5      | Josef Pethö           | HC Slovan Bratislava | 41 | 18 | 25  | 43  |
| 6      | Ľubomír Rybovič       | HC Košice            | 46 | 21 | 20  | 41  |
| 7      | Jozef Daňo            | Dukla Trenčín        | 38 | 15 | 26  | 41  |
| 8      | Dušan Pohorelec       | HC Slovan Bratislava | 44 | 17 | 21  | 38  |
| 9      | Pavol Zůbek           | HC Košice            | 43 | 15 | 22  | 37  |
| 10     | Karol Rusznyák        | HC Slovan Bratislava | 41 | 19 | 17  | 36  |

## Séries éliminatoires
|  | Demi-finales         | Demi-finales |                        |   | Finale | Finale |
|  | Demi-finales         | Demi-finales |                        |   | Finale | Finale |
|  |                      |              |                        |   |        |        |
|  |                      |              |                        |   |        |        |
|  |                      |              |                        |   |        |        |
|  | Dukla Trenčín        | 3            |                        |   |        |        |
|  | Dukla Trenčín        | 3            |                        |   |        |        |
|  | Martimex ZŤS Martin  | 1            |                        |   |        |        |
|  | Martimex ZŤS Martin  | 1            | Dukla Trenčín          | 3 |        |        |
|  |                      |              | Dukla Trenčín          | 3 |        |        |
|  |                      | HC Košice    | 2                      |   |        |        |
|  | HC Košice            | HC Košice    | 2                      | 3 |        |        |
|  | HC Košice            |              |                        | 3 |        |        |
|  | HC Slovan Bratislava | 2            |                        |   |        |        |
|  | HC Slovan Bratislava | 2            | Match pour la 3e place |   |        |        |
|  |                      |              |                        |   |        |        |
|  |                      |              |                        |   |        |        |
|  |                      |              |                        |   |        |        |
|  | Martimex ZŤS Martin  | 2            |                        |   |        |        |
|  | Martimex ZŤS Martin  | 2            |                        |   |        |        |
|  | HC Slovan Bratislava | 1            |                        |   |        |        |
|  | HC Slovan Bratislava | 1            |                        |   |        |        |

### Demi-finale
- Dukla Trenčín - Martimex ZŤS Martin 3:1 (7:2,4:2,2:3,3:1)
- HC Košice - Slovan Bratislava 3:2 (7:4,1:2,5:2,1:2,4:1)

### Match pour la troisième place
- Slovan Bratislava-Martimex ZŤS Martin 1:2 (7:1,1:4,3:4)

### Finale
- Dukla Trenčín - HC Košice 3:2 (2:3,4:1,5:6,3:2,5:1)

## Effectif champion 1993-1994 - Dukla Trenčín
- Gardiens de but : Eduard Hartmann, Róbert Kompas, Igor Murín
- Défenseurs : Radoslav Hecl, Dalibor Kusovský, Stanislav Medřík, Richard Pavlikovský, Ľubomír Sekeráš, Marián Smerčiak, Vladimír Vlk, Milan Žitný, Martin Kivoň, Jozef Kohút
- Attaquants : Jozef Daňo, Branislav Gáborík, Miroslav Hlinka, Branislav Jánoš, Martin Madový, Miloš Melicherík, Ján Pardavý, Pavol Paukovček, Roman Stantien, Miroslav Šatan, Bystrík Ščepko, Andrej Andrejev, Peter Dávid, Peter Konc, Roman Kontšek, Matej Marcinek, Martin Opatovský, Rastislav Pavlikovský, Ronald Petrovický, Norbert Vígh
- Entraîneurs : František Hossa, Rudolf Uličný